# Вержа (деревня)
Вержа — деревня в Смоленской области России, в Сафоновском районе. Население — 6 жителей (2007 год). Расположена в центральной части области в 23 км к северо-востоку от города Сафонова, в 17 км севернее автодороги М1 «Беларусь», на берегу реки Малая Вержа. В 19 км севернее от деревни железнодорожная станция О.п. 300-й км на линии Москва — Минск. Входит в состав Казулинского сельского поселения.

## История
В годы Великой Отечественной войны деревня была оккупирована гитлеровскими войсками в сентябре 1941 года, освобождена в 1943 году.